# Histoire du Pérou
 (janvier 2010).
Le Pérou devient officiellement un État après la déclaration d'indépendance du 28 juillet 1821. Néanmoins, l'histoire du pays est influencée par les différentes populations qui s'y sont succédé auparavant. Cet article traite donc de l'histoire des populations qui ont vécu sur l'actuel territoire péruvien.
L'histoire précolombienne, c'est-à-dire avant l'arrivée des colonisateurs européens, est généralement divisée en quatre parties : archaïque, formative, régionale et impériale. Avant d'évoquer ces différentes périodes, il faut décrire la période paléolithique.

## Cultures primitives (avant 1500c)

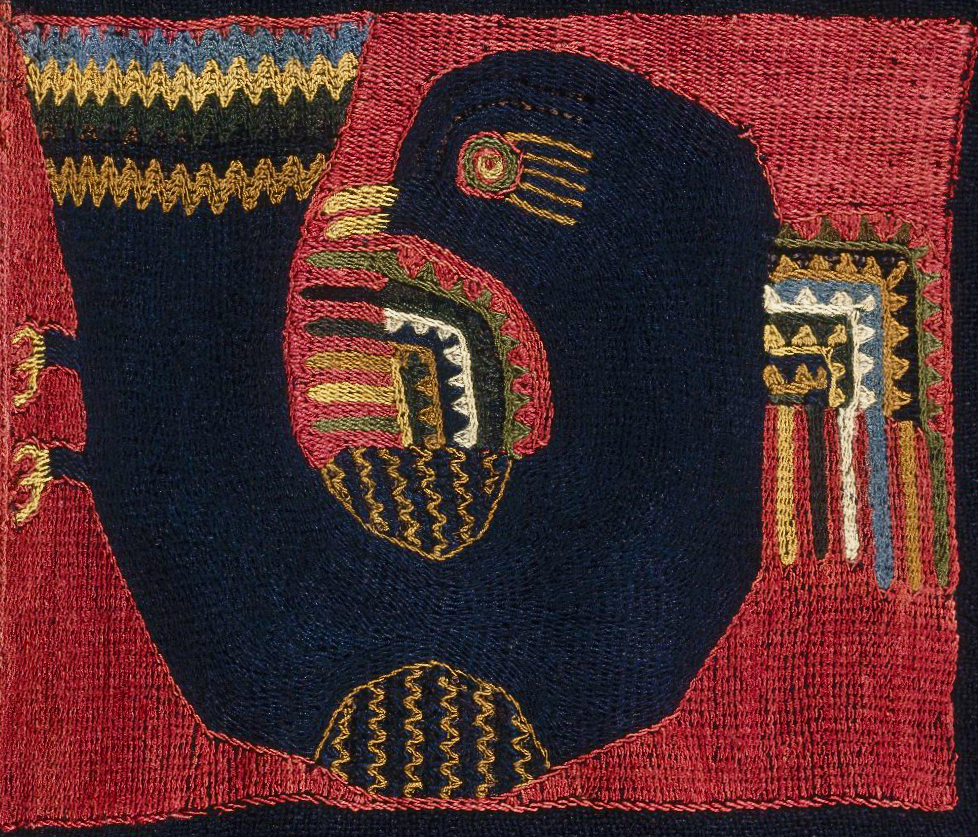
Textile de Paracas.

Le territoire de l'actuelle République du Pérou était le noyau du Tahuantinsuyo, le puissant empire des Incas, et après la conquête espagnole, le plus grand des vice-royautés espagnoles en Amérique, dont les richesses ont contribué à générer de nombreuses légendes.
Habité depuis environ 20 000 ans, selon les restes des industries lithiques trouvés dans les grottes de Piquimachay, (Ayacucho), par des groupes de chasseurs et de cueilleurs (Chivateros, Lauricocha, Paiján, Toquepala), le territoire péruvien était le foyer de plusieurs cultures primitives. Les premières organisations sociales apparurent vers 6000 av. J.-C. sur la côte (Chilca et Paracas) et dans la sierra (Callejón de Huaylas). Environ 3 000 ans plus tard, la sédentarisation (Kotosh, Huaca Prieta) permit la culture du maïs et du coton et la domestication de certains animaux. Peu après, le filage et le tissage du coton et de la laine se développèrent, les travaux de vannerie commencèrent et les premières céramiques furent fabriquées.

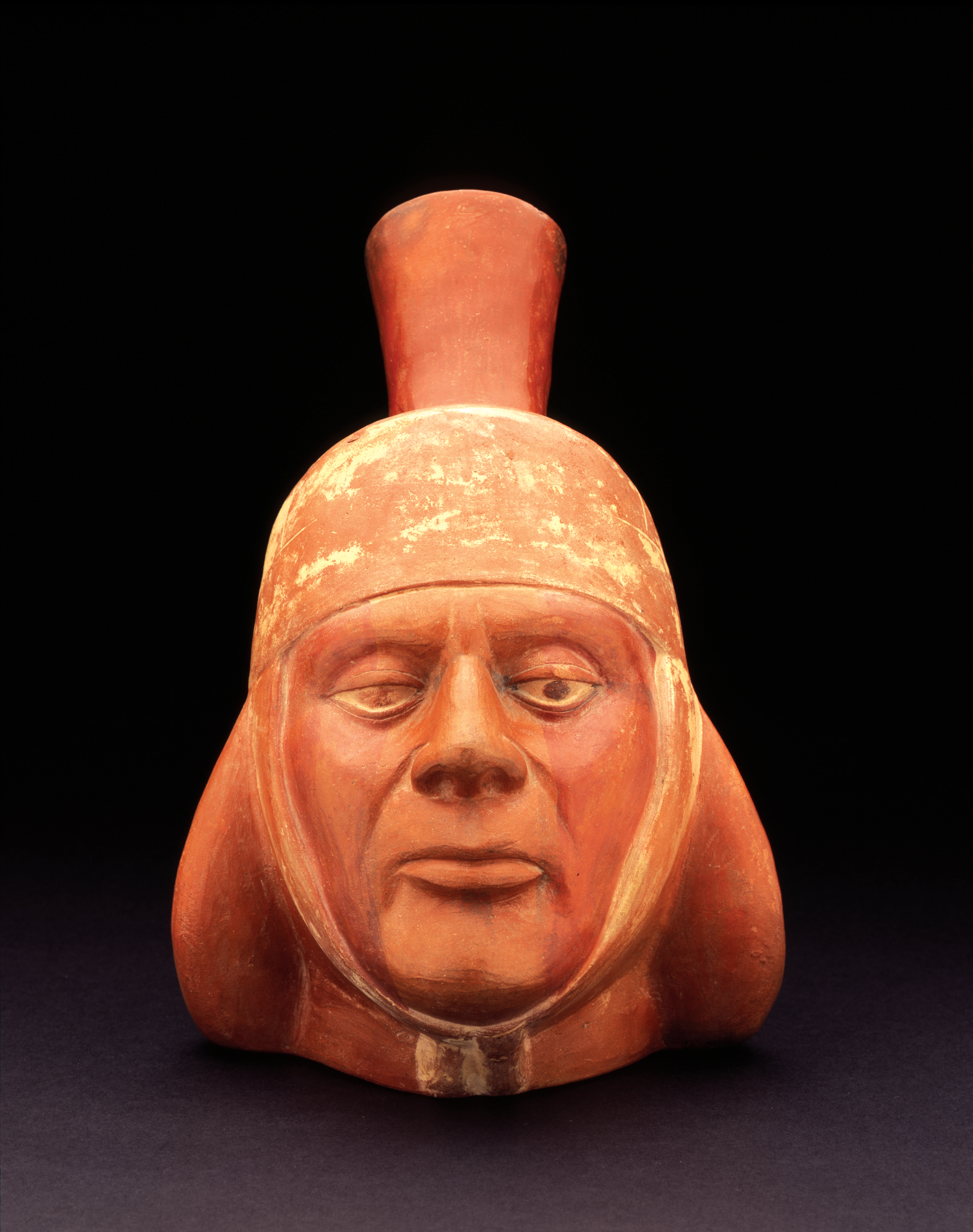
Céramique de Moche.

Les premières et les plus avancées civilisations andines, telles que celles de Chavín—considérée par l'archéologue Julio C. Tello comme la "culture mère du Pérou"—, Paracas, Mochica, Nazca, Tiahuanaco, Wari et Chimú,, ont eu leur origine vers le XIIIe siècle av. J.-C. Ces peuples, à différentes périodes successives, et en conséquence d'un processus culturel soutenu et complexe, ont développé des techniques agricoles, l'orfèvrerie, la céramique, la métallurgie et le tissage, et ont formé des organisations sociales qui ont culminé, vers le XIIe siècle apr. J.-C., avec la civilisation inca.

## L'Empire Inca (900c-1532c)

Carte de l'expansion de l'Empire Inca.

L'Empire Inca, avec son centre administratif, politique et militaire à Cusco, était la civilisation précolombienne la plus vaste et puissante d'Amérique. Au début du XVIe siècle, le Tahuantinsuyo a atteint son extension maximale, dominant un territoire qui s'étendait, du nord au sud, de l'Équateur actuel et une partie de la Colombie jusqu'au centre du Chili et au nord-est de l'Argentine, et d'ouest en est, de la Bolivie aux jungles amazoniennes.
L'empire était organisé comme une confédération centralisée de seigneuries, avec une société stratifiée dirigée par l'Inca et soutenue par une économie basée sur la propriété collective de la terre. Ce projet civilisateur ambitieux reposait sur une cosmovision dans laquelle l'harmonie entre l'être humain, la nature et les dieux était essentielle.
D'un point de vue rationaliste européen, l'incanat a été vu comme une utopie réalisée, dont l'effondrement face à un petit groupe de soldats espagnols est attribué à la supériorité technologique de ces derniers, qui ont tiré parti de la guerre civile inca déclenchée par deux prétendants au trône. Cependant, cette interprétation  tend à omettre les effets dévastateurs qu'a eus la collision entre deux cosmovisions si différentes sur l'harmonie de la civilisation inca.
La période impériale, aussi appelée postclassique ou règne des belligérants, succède au déclin de la civilisation Huari. Divers États locaux qui tentent de dominer politiquement leurs voisins apparaissent. Parmi ces États, nous retrouvons la culture Chimú, la culture Chanca, la culture Chincha et enfin, la plus célèbre, la culture inca. Les Incas étaient une tribu guerrière du sud de la sierra. Ils se déplacent peu à peu vers le nord de la région jusqu'à la vallée fertile de Cuzco entre 1100 et 1300. Leur expansion commence en 1438, avec Pachacutec, qui entreprend de conquérir les terres voisines.
Durant les 70 dernières années de cette période, le royaume de Cuzco forme un empire qui s'étend sur les Andes. Il s'agit de l'empire inca. À la fin du XVe siècle, l'Inca Pachacutec (1438-1471) transmet le pouvoir à son fils Tupac Yupanqui († 1493), qui étend l'Empire jusqu'à l'actuel territoire équatorien. Sous le règne de son fils, Huayna Capac († 1527), les frontières de l'Empire inca sont repoussées jusqu'à la frontière de l'actuelle Colombie. Une guerre de succession éclate entre les deux fils de Huayna Capac, Huascar et Atahualpa. Ce dernier est parvenu à battre les troupes de son frère, au moment où les conquistadores arrivent au Pérou.
| - Culture Chimú (900 à 1470) - Culture Inca (1200 à 1532) |

- Empire inca, chemins incas

## Période paléo-américaine
Les premières traces de présence humaine au Pérou datent d'il y a au moins 20 000 ans avant notre ère, mais très peu de vestiges de cette époque sont conservés. Il faut attendre la période paléo-américaine (paléolithique), qui débute 15 000 ans avant notre ère (soit 19 000 ans après la traversée du détroit de Béring) pour trouver des vestiges. Les populations sont alors pour la plupart nomades, vivent de la chasse et de la cueillette et s'abritent dans des grottes. Les plus anciens vestiges sont découverts dans la grotte Pikimachay et dateraient de 17 650 avant notre ère. Toutefois, certains réfutent l'idée que ces pierres aient été taillées par des humains. D'autres vestiges paléolithiques sont trouvés à Lauricocha, Chillón-Ancón, Toquepala, Cueva del Guitarrero, Telarmachay (es), Panalauca et Tres Ventanas (es).

## Période archaïque (7600 à2600av. J.-C.)
Après le recul progressif des glaciers, les populations commencent un lent processus de domestication et de sédentarisation. Ce mouvement est accéléré par la stabilisation du climat qui devint celui que connaît le Pérou encore aujourd'hui.
La culture du maïs a joué un rôle déterminant dans le passage vers un modèle de subsistance fondé sur l’agriculture. La première preuve que le maïs est un aliment de base provient de Paredones, sur la côte nord du Pérou, où les isotopes alimentaires des dents humaines suggèrent que le maïs est passé d'un aliment de sevrage à une consommation de base entre 4 000 et 3 000 avant notre ère.
- Culture Caral (~3000 av. J.-C. à ~1800 av. J.-C.)

## Période formative (2700 à200av. J.-C.)
Durant la période formative, les premiers villages et organisations politiques apparaissent. Ils permettent l'apparition d'États théocratiques. Le premier État théocratique est l'État de Caral. Après l'ère formative apparaît le premier horizon culturel grâce à la naissance de la culture de Chavin, dont la civilisation — essentiellement localisée le long du littoral de l'océan Pacifique — s'étend sur près de huit siècles, de 1000 av. J.-C. à 200 av. J.-C.
| - Culture Chavín (1000 av. J.-C. à 200 av. J.-C.) - Culture Paracas (800 av. J.-C. à 200 apr. J.-C.) |

## Période de développement régional (200av. J.-C.à900apr. J.-C.)
La période de développement régional, aussi appelée période classique, débute avec le déclin de la culture et cosmogonie de Chavín. Cette période se caractérise aussi par un isolement local : chaque région abrite de petites entités politiques qui adoptent leurs propres modèles de développement culturel. Elles n'ouvrent leurs frontières qu'aux échanges commerciaux. Le tableau suivant regroupe les différentes cultures chronologiquement, depuis la période précédente (Chavin) jusqu'à la période suivante (Chimú et Inca) pour permettre de situer les différentes cultures de la période classique :
| - Culture Nazca (200 av. J.-C. à 600 apr. J.-C.) - Culture Tiwanaku (100 av. J.-C. à 1000 apr. J.-C.) - Culture Mochica (Ier au VIIe siècle) | - Culture Recuay (IIe au VIIe siècle) - Culture Maranga-Lima (Ve au IXe siècle) - Culture Huari (VIe au Xe siècle) |

## Période impériale (900-1532)
La période impériale, aussi appelée postclassique ou Règne des belligérants, succède au déclin de la civilisation Huari. Divers États locaux qui tentent de dominer politiquement leurs voisins apparaissent. Parmi ces États, nous retrouvons la culture Chimú, la culture Chanca, la culture Chincha et enfin, la plus célèbre, la culture inca. Les Incas étaient une tribu guerrière du sud de la sierra. Ils se déplacent peu à peu vers le nord de la région jusqu'à la vallée fertile de Cuzco entre 1100 et 1300. Leur expansion commence en 1438, avec Pachacutec, qui entreprend de conquérir les terres voisines.
Durant les 70 dernières années de cette période, le royaume de Cuzco forme un empire qui s'étend sur les Andes. Il s'agit de l'empire inca. À la fin du XVe siècle, l'Inca Pachacutec (1438-1471) transmet le pouvoir à son fils Tupac Yupanqui († 1493), qui étend l'Empire jusqu'à l'actuel territoire équatorien. Sous le règne de son fils, Huayna Capac († 1527), les frontières de l'Empire inca sont repoussées jusqu'à la frontière de l'actuelle Colombie. Une guerre de succession éclate entre les deux fils de Huayna Capac, Huascar et Atahualpa. Ce dernier est parvenu à battre les troupes de son frère, au moment où les conquistadores arrivent au Pérou.
| - Culture Chimú (900 à 1470) - Culture Inca (1200 à 1532) |

## Conquête et vice-royauté
Lorsque les troupes de Francisco Pizarro arrivèrent en 1531, le territoire de l'actuel Pérou était le centre de la civilisation inca dont la capitale se trouvait à Cuzco. La domination inca s'étendait du nord de l'Équateur à l'est du Chili. Pizarro voulait s'enrichir et profita de l'affaiblissement de l'empire inca en raison d'une guerre civile. Le 16 novembre 1532, durant la bataille de Cajamarca, Pizarro captura l'empereur inca Atahualpa et le fit exécuter. Les conquistadores se battirent entre eux.

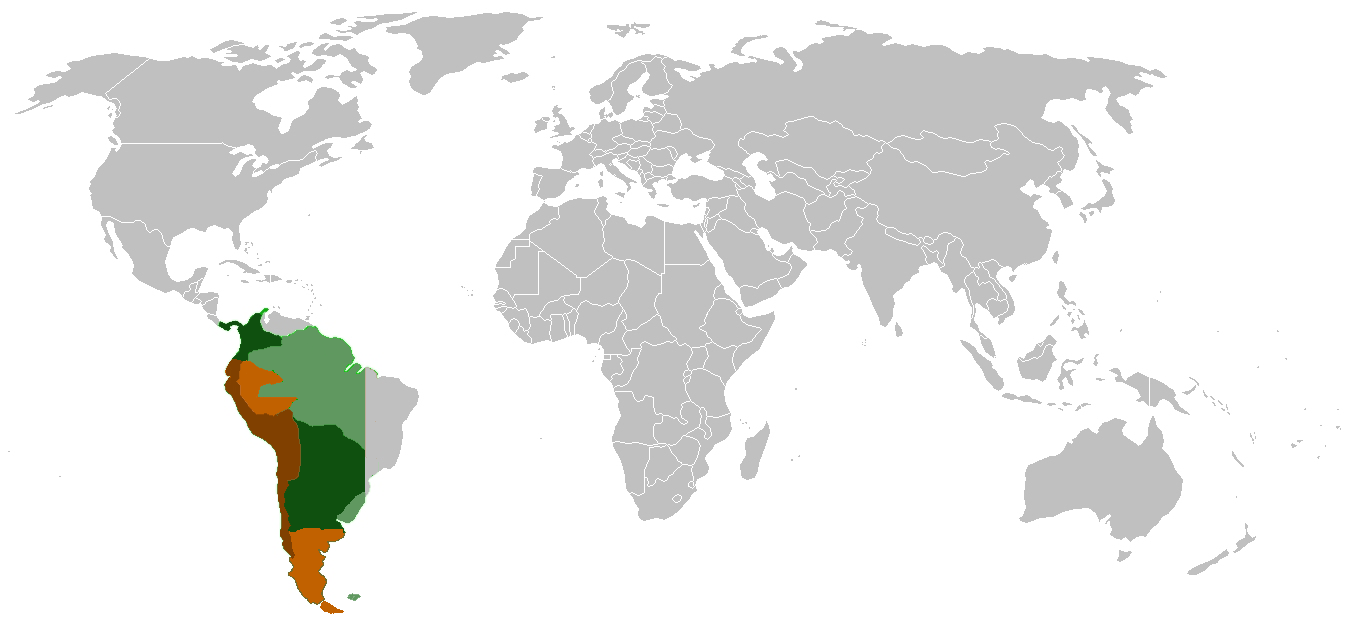
La Vice-royauté du Pérou en 1650 et 1816 (territoires conquis en vert ou marron obscur et territoires peu explorés ou de jure en vert ou marron pâle)

Les Espagnols instituèrent le système de l’encomienda : les autochtones devaient payer un tribut, dont une partie allait à Séville et les Espagnols étaient chargés de les christianiser. En tant que gouverneur du Pérou, Pizarro abusa de l'encomienda en accordant à ses soldats et compagnons un pouvoir quasi illimité sur les Amérindiens qui furent obligés de s'occuper du bétail et des plantations de leurs nouveaux seigneurs venus d'Europe. Les tentatives de résistance furent sévèrement punies.
En 1541, Pizarro fut assassiné par une faction menée par Diego de Almagro, surnommé el Mozo. Une nouvelle guerre civile éclata. En 1542, l'année suivante la vice-royauté du Pérou fut instituée pour administrer la majeure partie de l'Amérique du Sud. En 1717, la vice-royauté de Nouvelle-Grenade fut formée : elle regroupa la Colombie, l'Équateur, le Panama et le Venezuela. En 1776, une nouvelle vice-royauté vit le jour, la vice-royauté du Río de la Plata : elle regroupait l'Argentine, la Bolivie, le Paraguay et l'Uruguay.
En 1544, l'Espagne pour réagir aux luttes intestines qui suivirent l'assassinat de Pizarro, envoya Blasco Núñez Vela en tant que premier vice-roi. Il sera à son tour tué par Gonzalo Pizarro, le frère du premier Pizarro. Finalement, un nouveau vice-roi, Pedro de la Gasca parvint à restaurer l'ordre et exécuta Gonzalo Pizarro après sa capture.

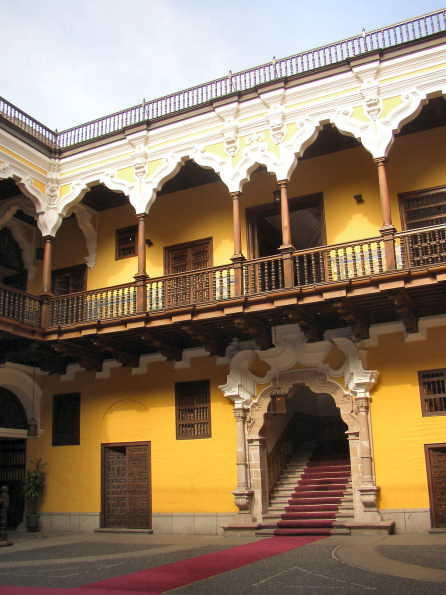
Palais Torre Tagle, Lima

Le recensement sous le dernier quipucamayoc indiquait qu'il y avait 12 millions d'habitants dans l'empire inca. 45 années plus tard, le recensement du vice-roi Toledo, montrait qu'il restait 1,1 million d'indigènes. Les villes Incas reçurent des noms catholiques et furent reconstruites selon le modèle espagnol. Elles comportaient une place centrale (plaza) et une église ou cathédrale en face d'un bâtiment officiel. Quelques villes, telles Cuzco gardèrent leurs fondations d'origine inca. Certains sites incas, tel Huánuco Viejo furent abandonnés au profit de villes à plus basse altitude.
Après l'établissement de la vice-royauté du Pérou, l'or et l'argent provenant des Andes enrichit les conquistadors. Le Pérou devint l'une des premières sources de la richesse pour l'Espagne. La ville de Lima fondée par Pizarro, le 18 janvier 1535, sous le nom de Ciudad de los Reyes ("la ville des rois"), devint la capitale de la vice-royauté et une ville puissante qui avait sous sa juridiction toute l'Amérique du Sud à l'exception du Brésil dominé par les Portugais. Toutes les richesses coloniales passaient par Lima, puis par l'isthme de Panama avant d'arriver à Séville, en Espagne. Au niveau local, les encomenderos étaient sous l'autorité des curacas. Une pyramide hiérarchique permit ainsi de contrôler toutes les villes et villages. Au XVIIIe siècle, Lima abritait une université et était la principale place forte de l'Espagne sur le continent américain. Durant la vice-royauté, les Incas ne furent pas éliminés. Par exemple, quatorze grandes révoltes éclatèrent rien qu'au XVIIIe siècle dont celle de Juan Santos Atahualpa en 1742 et celle de Tupac Amaru en 1780.

## Indépendance d'avec l'Espagne, ère bolivarienne, conflits frontaliers (1810-1824/1830)
- Grande Colombie (1819-1831)
- Guerre d'indépendance de l'Équateur (1820-1823)

La crise économique dans le vice-royaume du Pérou a facilité l'émergence de la rébellion indigène de 1780 à 1781, dirigée par Tupac Amaru II. À cette crise se sont ajoutées l'invasion napoléonienne de la péninsule ibérique et la diminution du pouvoir de la Couronne espagnole, ce qui a conduit aux soulèvements créoles de Huánuco en 1812 et de Cuzco entre 1814 et 1816, inspirés par les principes libéraux de la Constitution de Cadix de 1812.
Le vice-royaume du Pérou, soutenu par le pouvoir de l'oligarchie créole, fut le dernier bastion de la domination espagnole en Amérique du Sud. Finalement, il succomba après les campagnes décisives de Simón Bolívar et José de San Martín. San Martín, qui avait expulsé les royalistes du Chili après l'épique campagne des Andes, débarqua à Paracas en 1819 et proclama l'indépendance du Pérou à Lima le 28 juillet 1821. Trois ans plus tard, la domination espagnole fut définitivement éliminée avec les batailles de Junín et d'Ayacucho.
L'émancipation, c'est-à-dire l'affranchissement pour les grands propriétaires terriens de l'autorité de la couronne espagnole, devint effective en décembre 1824, lorsque le général Antonio José de Sucre l'emporte sur les Espagnols à la bataille d'Ayacucho.
Les conflits d'intérêts entre les différents secteurs de la société créole et les ambitions particulières des caudillos ont considérablement compliqué l'organisation du pays. Cela se reflète dans le fait que seuls trois civils, Manuel Pardo, Nicolás de Piérola et Francisco García Calderón, ont accédé à la présidence durant les soixante-quinze premières années d'indépendance.

## La république

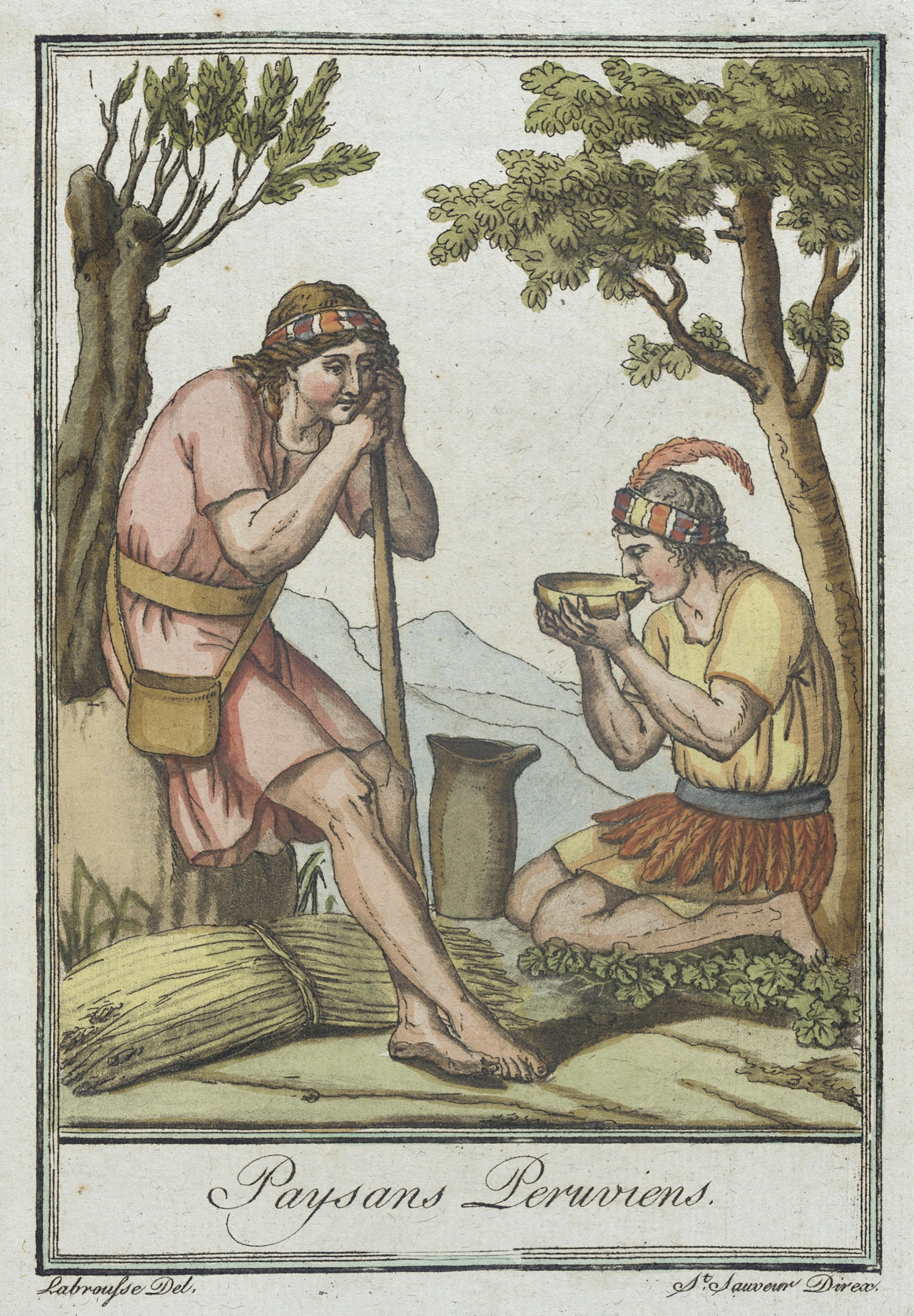
Paysans péruviens.

Le mouvement d'émancipation de la colonie débuta avec le soulèvement des propriétaires terriens d'origine espagnole. L'Argentin José de San Martín et le Vénézuélien Simón Bolívar étaient à la tête des troupes rebelles. Après avoir débarqué dans la baie de Paracas avec une armée composée en grande partie de Chiliens et d'Argentins, San Martín s'empare de Lima et déclare, le 28 juillet 1821, l'indépendance du Pérou vis-à-vis de l'Espagne.
L'émancipation, c'est-à-dire l'affranchissement pour les grands propriétaires terriens de l'autorité de la couronne espagnole, devint effective en décembre 1824, lorsque le général Antonio José de Sucre battit les Espagnols dans la bataille d'Ayacucho. Après la victoire de Sucre à Ayacucho (9 décembre 1824), une scission sépara le pays en haut Pérou resté fidèle à Bolivar qui prit le nom de Bolivie et bas Pérou, à peu de chose près le Pérou actuel. Ensuite eut lieu la guerre Grande Colombie-Pérou (1828-1829).
Les conflits frontaliers entre le Pérou et l'Équateur débutèrent à partir des années 1830. Quatre guerres éclatèrent entre ces pays entre 1858 et 1995 : la guerre de 1858-1860, la guerre de 1941-1942, la guerre du Paquisha en 1981 et la guerre du Cenepa en 1995.
Malgré la domination d'une oligarchie de propriétaires terriens, l'esclavage des noirs et le tribut des indiens furent abolis par la dictature de Ramón Castilla (1845-1851 et 1855-1862). La vie politique était une succession de coups d'État et de dictatures.
L'Espagne n'abandonna pas complètement et fit encore de vaines tentatives comme lors de la bataille de Callao. Elle reconnut finalement l'indépendance du Pérou en 1879.
Après la reconnaissance de l'indépendance, le Pérou mena aux côtés de la Bolivie la guerre du Pacifique. Ce conflit l'opposait au Chili et lui fit perdre les provinces de Tacna et d'Arica dans la région de Tarapacá (traité d'Ancón du 20 octobre 1883). La province de Tacna fut restituée au Pérou en 1929 par le traité de Lima, ce qui mit fin aux différends entre le Chili et le Pérou. Les conflits territoriaux ne cessèrent pas pour autant, comme l'attestent les confrontations militaires de 1941 et de 1981.

## République du Pérou (1839-présent)
Après la sécession de l'Alto Perú en 1825, qui a abouti à la création de la République de Bolivie, et la formation de la Confédération péruano-bolivienne en 1837, qui s'est dissoute deux ans plus tard en raison de l'intervention militaire chilienne, le Pérou a entamé au milieu du XIXe siècle, sous l'hégémonie caudilliste du général Ramón Castilla, une période de stabilité politique et économique. Cependant, l'épuisement du guano, principale source de revenus, et la guerre du Pacifique avec le Chili pour la dispute des salpêtres de Tarapacá, ont provoqué une crise économique et accru l'agitation sociale et politique dans le pays.
Quatre guerres éclatent entre ces pays entre 1858 et 1995: la guerre de 1858-1860, la guerre de 1941-1942, la guerre du Paquisha en 1981 et la guerre du Cenepa en 1995.
Malgré la domination d'une oligarchie de propriétaires terriens, l'esclavage des noirs et le tribut des indiens sont abolis par la dictature de Ramón Castilla (1845-1851 et 1855-1862).
La vie politique s'apparente surtout à une succession de coups d'État et de dictatures.
L'Espagne n'abandonne pas complètement, faisant encore de vaines tentatives comme lors de la bataille de Callao,,.
Elle reconnait finalement l'indépendance du Pérou en 1879,,.
Après la reconnaissance de l'indépendance, le Pérou mène aux côtés de la Bolivie la guerre du Pacifique, dans un conflit qui l'oppose au Chili et lui fait perdre les provinces de Tacna et d'Arica dans la région de Tarapacá (traité d'Ancón du 20 octobre 1883).
La province de Tacna est restituée au Pérou en 1929 par le traité de Lima, ce qui met fin aux différends entre le Chili et le Pérou.

### Années 1900-1960
Le mouvement civiliste, dirigé par Nicolás de Piérola, est né en opposition au caudillisme militaire résultant de la défaite militaire et de l'effondrement économique. Piérola est arrivé au pouvoir après la révolution de 1895. Les réformes de son gouvernement ont été poursuivies sous la dictature d'Augusto B. Leguía, dont les mandats (1908-1912 et 1919-1930, ce dernier connu sous le nom de "El Oncenio") ont favorisé l'entrée de capitaux américains et bénéficié à la bourgeoisie. Cette politique, combinée à l'augmentation de la dépendance aux capitaux étrangers, a généré des foyers d'opposition tant parmi l'oligarchie terrienne que parmi les secteurs les plus progressistes de la société péruvienne. Parmi ces derniers, on peut citer la création de l'Alliance populaire révolutionnaire américaine (APRA), un mouvement nationaliste, populiste et anti-impérialiste dirigé par Víctor Raúl Haya de la Torre en 1924, et la fondation du Parti communiste en 1928, dirigé par José Carlos Mariátegui,.
L'APRA est ainsi en grande partie une expression politique de la Réforme universitaire et des luttes ouvrières menées dans les années 1918-1920.
Le mouvement puise ses influences auprès de la révolution mexicaine et de la Constitution de 1917 qui en est issu, notamment sur les questions de l'agrarisme et de l'indigénisme, et à un degré moindre de la révolution russe.
Proche du marxisme (son dirigeant, Haya de la Torre (1895-1979), déclare en effet que « l'APRA est l'interprétation marxiste de la réalité américaine »), elle s'en éloigne pourtant sur la question de la lutte des classes et sur l'importance donnée à la lutte pour l’unité politique de l’Amérique latine.
En 1928 est fondé le Parti socialiste péruvien notamment sous l'impulsion de José Carlos Mariátegui, lui-même ancien membre de l'APRA,. Le parti crée peu après, en 1929, la Confédération générale des travailleurs.
L'APRA, gagnant rapidement en popularité, est mise hors la loi en 1933 par le régime de Óscar R. Benavides (1876-1945), qui reste président jusqu'en 1939.

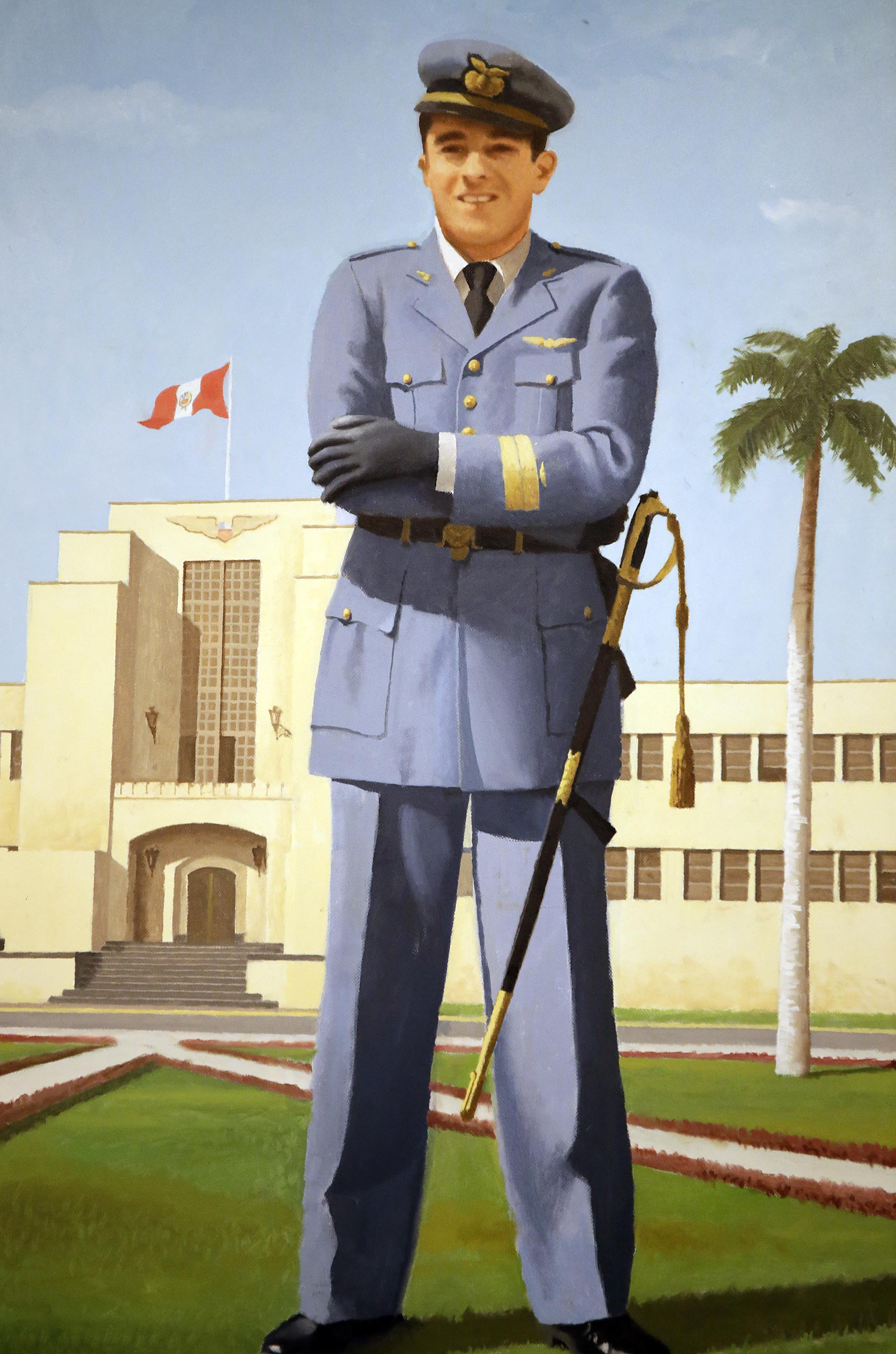
José Abelardo Quiñones, héros péruvien, a participé à la guerre de 1941 contre l'Équateur

Après la crise mondiale de 1929, le Pérou a connu de nombreux gouvernements de courte durée. L'aprisme a tenté de promouvoir des réformes du système par l'action politique, mais n'a pas réussi. À cette époque, il y a eu une croissance rapide de la population et une augmentation de l'urbanisation. Le général Manuel A. Odría a établi une dictature qui a duré huit ans (1948-1956) et qui s'est terminée au milieu de rébellions agraires constantes. Ces rébellions, ainsi que la montée de la guérilla de gauche à partir de 1963, ont entravé la tentative de réforme du premier gouvernement de Fernando Belaúnde Terry. Dans ce contexte, le coup d'État du général Juan Velasco Alvarado a eu lieu en 1968.
La constitution de 1933 réserve le droit de vote aux citoyens alphabétisés ; qui en 1960, ne représentent encore que le tiers de la population adulte.
Les Indiens, presque la moitié de la population, restent des exclus, vivant de façon misérable.
Entre 1932 et 1933 se déroule la guerre avec la Colombie,. Une guerre opposa le Pérou et l'Équateur entre le 5 juillet et le 31 juillet 1941,.
Durant cette guerre, le Pérou occupe les provinces occidentales de Loja et el Oro.
Les États-Unis, le Brésil, l'Argentine et le Chili proposent leur médiation et un protocole est finalement signé.
Néanmoins, un nouveau conflit éclate entre les deux pays un demi-siècle plus tard.
Peu de temps après les États-Unis, le Pérou déclare la guerre à l'Allemagne, malgré les félicitations adressées par Hitler pour les quelques parachutistes péruviens ayant pris un port équatorien.

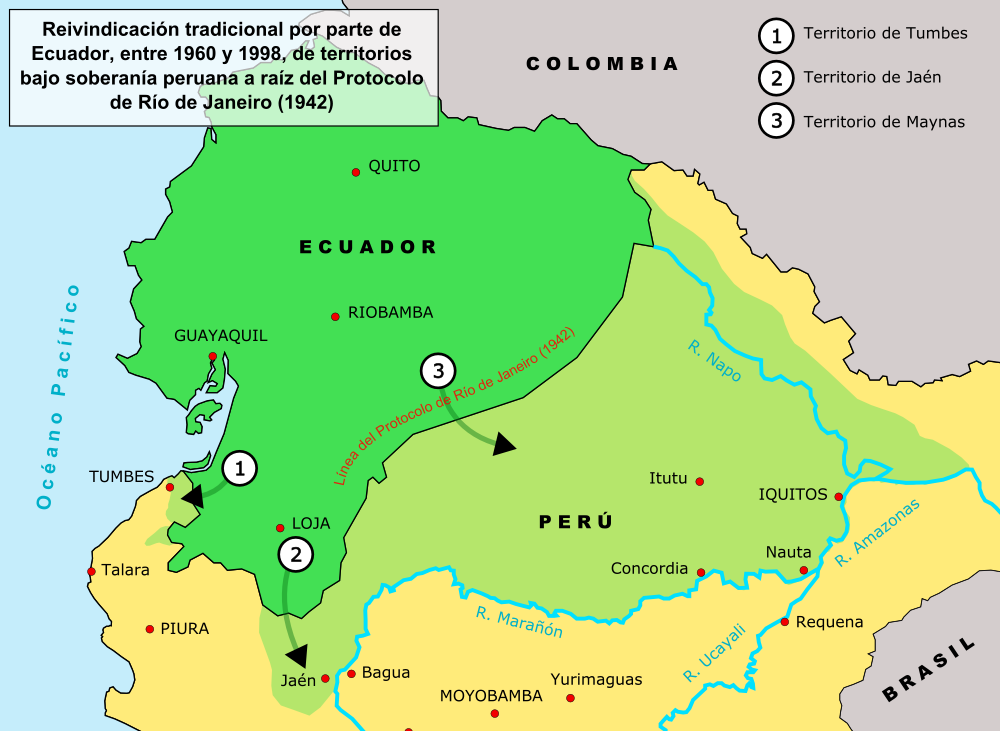
Revendications équatoriennes sur le Pérou

À nouveau autorisée en 1945, l'Alliance populaire révolutionnaire américaine soutient le président José Luis Bustamante y Rivero (1945-1948) qui, renversé par le coup d'État militaire du général Manuel A. Odría d'octobre 1948, augure du début d'une dictature.
Des élections sont pourtant organisées en 1962, et remportées par le candidat apriste Víctor Raúl Haya de la Torre.
Toutefois, un coup d'État militaire dirigé par le général Ricardo Pérez Godoy empêche le respect de la légalité.
La junte organise à nouveau des élections l'année suivante, qui sont remportées par Fernando Belaúnde Terry, fondateur de l'Acción Popular, qui demeure en place jusqu'en 1968.
Au début des années 1960, alors que près de 70 % des terres sont possédées par 2 % des propriétaires, le Pérou connait une forte mobilisation paysanne et indigène visant à obtenir une réforme agraire.
Les paysans, en grande majorité des travailleurs agricoles indigènes, forment alors la base de syndicats ruraux engagés face à la détérioration de leurs conditions.
Les paysans ont recours à des tactiques allant de l'occupation pacifique des terres à l'affrontement violent avec les grands propriétaires et les forces armées.
Plusieurs petits mouvements de guérilla se constituent, mais sont rapidement écrasés par le gouvernement.

### Années 1968: régimes militaires
Le 3 octobre 1968, le coup d’État réformiste mené par un groupe d’officiers dirigés par le général Juan Velasco Alvarado (1910-1977) amène l'armée au pouvoir dans le but d’appliquer une doctrine de « progrès social et développement intégral », nationaliste et réformiste, influencé par les thèses de la CEPAL sur la dépendance et le sous-développement.
Six jours après le golpe, Velasco procède à la nationalisation de l’International petroleum corporation (IPC), la société nord-américaine exploitant le pétrole péruvien, puis lance une réforme de l’appareil d’État, une réforme agraire mettant fin aux latifundios et expropriant de grands propriétaires étrangers.
Le « gouvernement révolutionnaire » projette des investissements massifs dans l'éducation, élève la langue quechua - parlée par près de la moitié de la population mais jusque-là méprisée par les autorités - à un statut équivalent à celui de l'espagnol et instaure l'égalité des droits pour les enfants naturels.
Le Pérou souhaite s’affranchir de toute dépendance et mène une politique extérieure tiers-mondiste.
Les États-Unis répondent par des pressions commerciales, économiques et diplomatiques.
En 1973, le Pérou semble triompher du blocus financier imposé par Washington en négociant un prêt auprès de la Banque internationale de développement afin de financer sa politique de développement agricole et minier.
Les relations avec le Chili se distendent fortement après le coup d’État du général Pinochet.
Le général Edgardo Mercado Jarrin (Premier ministre et commandant en chef de l’armée) et l’amiral Guillermo Faura Gaig (ministre de la marine) échappent tour à tour, à quelques semaines d'intervalle, à une tentative d'assassinat.
En 1975, le général Francisco Morales Bermúdez (1921-2022) s’empare du pouvoir et rompt avec la politique de son prédécesseur.
Son régime participe ponctuellement à l'Opération Condor en collaboration avec d'autres dictatures militaires américaines.

### Années 1970: conflit armé
Le régime de Velasco, caractérisé par son populisme et son nationalisme, est entré en conflit avec les intérêts du capital étranger et de l'oligarchie locale, ce qui a conduit au coup d'État du général Francisco Morales Bermúdez en 1975. À partir de ce moment, la crise causée par l'augmentation inexorable de la dette extérieure a influencé les actions des gouvernements successifs. Ces gouvernements n'ont pas réussi à freiner l'appauvrissement progressif de la population, ni l'augmentation des opérations de trafic de drogue et des actions terroristes de Sendero Luminoso et du Mouvement révolutionnaire Túpac Amaru. Ni Belaúnde Terry, lors de son deuxième mandat (1980-1985), ni Alan García, lors de son premier mandat (1985-1990), n'ont réussi avec leurs plans économiques et sociaux. Dans un climat de chaos et de violence généralisés, la surprenante victoire électorale d'Alberto Fujimori s'est produite en 1990. Une fois au pouvoir, Fujimori a dissous le Congrès et a convoqué un référendum pour rédiger une nouvelle Constitution en 1992. Avec le soutien de l'armée et des organisations financières internationales, il a imposé un plan rigoureux de réajustement économique et a efficacement combattu le trafic de drogue et le terrorisme du Sentier lumineux, des réalisations qui lui ont permis d'être réélu en 1995.
Le Sentier lumineux apparait dans les années 1970 dans les universités.
Ces étudiants, pour beaucoup d'origines paysannes, retournent ensuite dans leurs communautés et y organisent des comités locaux du parti.
L'abandon par l’État de certaines régions rurales favorise l’implantation du parti.
En juin 1979, des manifestations pour la gratuité de l’enseignement sont sévèrement réprimées par l’armée : 18 personnes sont tuées selon le bilan officiel, mais des estimations non-gouvernementales évoquent plusieurs dizaines de morts.
Cet événement entraine une radicalisation des contestations politiques dans les campagnes et finalement abouti au déclenchement de la lutte armée.
Après le début de cette lutte armée, les nouvelles recrue du Sentier lumineux sont généralement des paysans peu politisés plutôt que des militants réellement politisés.

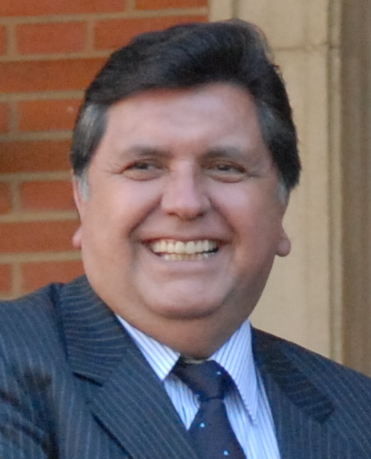
Alan García

En 1980, Fernando Belaúnde Terry retrouve le pouvoir en remportant l'élection présidentielle.
Alan García Pérez, candidat du parti Alliance populaire révolutionnaire américaine, lui succède le 28 juillet 1985.
Pour la première fois, un président démocratiquement élu remplace un autre président démocratiquement élu en 40 ans.
Les mesures prises par Alan García Pérez en économie mènent à une hyperinflation entre 1988 et 1990.
En 1990, inquiets des attaques terroristes du Sentier lumineux et des scandales de corruption, les électeurs choisissent Alberto Fujimori (1938-), un mathématicien relativement peu connu reconverti dans la politique,. Pour lutter contre l'inflation, Fujimori adopta des mesures d'austérité très sévères,.
La monnaie est dévaluée de 200 %, des centaines d'entreprises publiques sont privatisées et 300 000 emplois sont supprimés.
Il parvient à faire passer l'inflation de 2 700 % en 1990 à 139 % en 1991, mais la pauvreté ne recule pas.
En raison de l'opposition des députés à certaines réformes, il dissout le 4 avril 1992 le Congrès, modifie la Constitution, fait incarcérer un certain nombre d'adversaires politiques et prend le contrôle des médias.
Sa présidence est fortement marquée par l'autoritarisme, l'usage d'escadrons de la mort pour conduire des opérations anti-guérillas, la répression politique et la corruption.
Alberto Fujimori fait démarrer une campagne de stérilisations forcées dans certaines régions rurales du pays.
Empreint d'eugénisme, le programme est essentiellement dirigé contre les populations indigènes : 330 000 femmes et 25 000 hommes en sont victimes selon un rapport du ministère de la Santé.
L'objectif aurait été de juguler la démographie afin de bénéficier d'une aide économique accrue promise par les États-Unis, mais également de réduire des populations fortement défavorisées et suspectes de sympathies pour la guérilla du Sentier lumineux.
Son bras droit Vladimiro Montesinos entretient des liens étroits avec la CIA et les services secrets qu'il dirige reçoivent 10 millions de dollars de l'agence pour soutenir les activités de contre-guérilla du gouvernement. Les ventes d'armes des États-Unis au Pérou ont par ailleurs quadruplé sous la présidence de Fujimori.
Une nouvelle guerre éclate entre l'Équateur et le Pérou.
En 1960, le président équatorien José María Velasco Ibarra avait déclaré nul le protocole de Rio, mais la guerre n'éclate que quelques décennies plus tard entre le 26 janvier et 28 février 1995 (guerre du Cenepa). Alberto Fujimori se fait réélire en 1995.
Mais en novembre 2000, destitué pour corruption, il s'enfuit au Japon.
Valentín Paniagua Corazao (1936-2006) est nommé pour le remplacer provisoirement et des élections sont organisées en avril 2001.
Alejandro Toledo Manrique (1946-) les remporte et devient président le 28 juillet 2001.

### XXIesiècle
Notamment en raison de scandales, le président Toledo fut contraint de procéder à des remaniements de cabinets. De plus, Toledo devait s'allier à d'autres partis pour avoir la majorité. En mai 2003, Toledo déclara l'état d'urgence, suspendit certains droits civils et accorda des pouvoirs aux militaires pour restaurer l'ordre dans les 12 régions après des grèves menées par des enseignants et agriculteurs. Par la suite, l'état d'urgence fut assoupli et ne se limita qu'à quelques régions où on soupçonnait le Sentier lumineux d'agir.
Peu de temps avant les élections générales d'avril 2006, l'ancien président Alberto Fujimori fut arrêté au Chili alors qu'il tentait de rejoindre le Pérou pour se présenter à la présidence. Il fut extradé, et finalement condamné le 7 avril 2009 à 25 ans de prison par le tribunal de Lima notamment pour violations des droits de l'homme. On l'accusait, entre autres, d'avoir dirigé les opérations de l'escadron de la mort Grupo Colina (en) de 1990 à 1994 et de meurtres et d'enlèvements alors qu'il était en fonction.
Après le premier tour en avril 2006, le second tour opposa Ollanta Humala, soutenu par la coalition Union pour le Pérou, et l'ancien président Alan García du parti apriste. García remporta la victoire avec 52 % des voix et a pris ses fonctions le 28 juillet 2006. Il fut confronté notamment aux mouvements indigénistes luttant contre des firmes pétrolières (Pluspetrol et Petroperu). En août 2008, García déclara l'état d'urgence dans les provinces de Cuzco, Loreto et Amazonas. Les protestations cessèrent lorsque l'Asociación Interétnica de Desarrollo de la Selva (en), dirigée par Alberto Pizango (en), convainquirent en septembre le Congrès d'abroger les deux lois, créées par décret présidentiel d'Alan García, ouvrant les terres indigènes à l'exploitation pétrolière.
De nouveaux heurts eurent lieu en juin 2009, faisant selon la presse 34 morts : 25 membres des forces de l’ordre pris en otage et neuf civils (dont quatre personnes appartenant à des populations autochtones). Le bilan a été contesté dans le nord-est, à Bagua. Dans son édition du 11 juin 2009, le magazine de référence au Pérou Caretas a confirmé le nombre de victimes avancé par le gouvernement. Quatre jours après, Pizango, accusé de sédition, se réfugiait à l'ambassade du Nicaragua et demandait l'asile. Selon le Comité pour l'annulation de la dette du tiers monde, qui parle de massacre opéré en représailles par la police nationale du Pérou sur ordre du président Alan Garcia, « au moins cinquante personnes, majoritairement indigènes, ont été tuées ». Ollanta Humala, candidat du Parti nationaliste péruvien, lui succéda le 28 juillet 2011.
Pedro Pablo Kuczynski lui succède en 2016. Ollanta Humala et son épouse sont emprisonnés pour blanchiment d'argent et libérés le 30 avril 2018. Entre-temps, Kuczynski démissionne pour scandale de corruption. Il est remplacé par Martín Vizcarra le 23 mars 2018, puis Manuel Merino du 10 au 15 octobre 2020, puis Francisco Sagasti du 17 novembre 2020 au 28 juillet 2021, puis Pedro Castillo .

## Crédits
- (es) Cet article est partiellement ou en totalité issu de l’article de Wikipédia en espagnol intitulé « Historia del Perú » (voir la liste des auteurs).

- (es) Cet article est partiellement ou en totalité issu de l’article de Wikipédia en espagnol intitulé « Paleoamericano » (voir la liste des auteurs).

- (en) Cet article est partiellement ou en totalité issu de l’article de Wikipédia en anglais intitulé « History of Peru » (voir la liste des auteurs).